# Лі Денхуей
Лі Денхуей (кит. трад. 李登輝, піньїнь: Lǐ Dēnghuī; 15 січня 1923 — 30 липня 2020) — китайський політик з Тайваня, президент Республіки Китай з 1988 по 2000. Його президентство позначене продовженням курсу демократичних реформ, який був започаткований його попередником Цзян Цзін-го.
Був прихильником незалежного руху на Тайвані та проводив активну зовнішню політику по здобуттю союзників у світі. Його часто критикували за бажання оголосити незалежність острова, що йшло у розріз із політикою Гоміндану, партії яку він очолював.
Після закінчення президентства Лі продовжував бути «духовним лідером» Союзу солідарності Тайваню активістів руху за незалежність Тайваню.